# Madison County (Tennessee)
Das Madison County ist ein County im US-amerikanischen Bundesstaat Tennessee. Das U.S. Census Bureau hat bei der Volkszählung 2020 eine Einwohnerzahl von 98.823 ermittelt. Der Verwaltungssitz (County Seat) ist Jackson.

## Geografie
Das County liegt im mittleren Westen von Tennessee und hat eine Fläche von 1447 Quadratkilometern, wovon 4 Quadratkilometer Wasserfläche sind. An das Madison County grenzen folgende Nachbarcountys:
| Crockett County | Gibson County   | Carroll County   |
| Haywood County  |                 | Henderson County |
|                 | Hardeman County | Chester County   |

## Geschichte

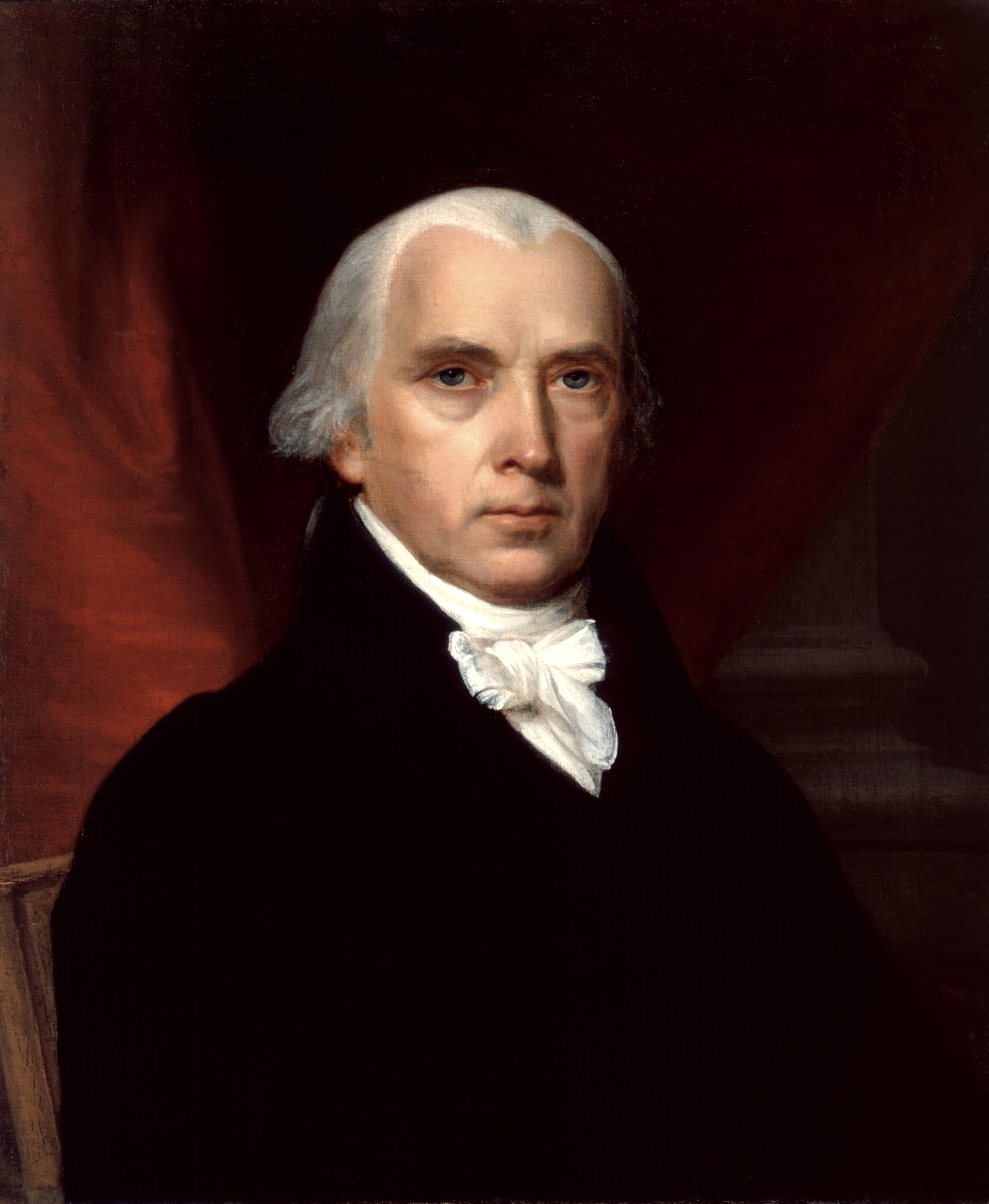
J. Madison

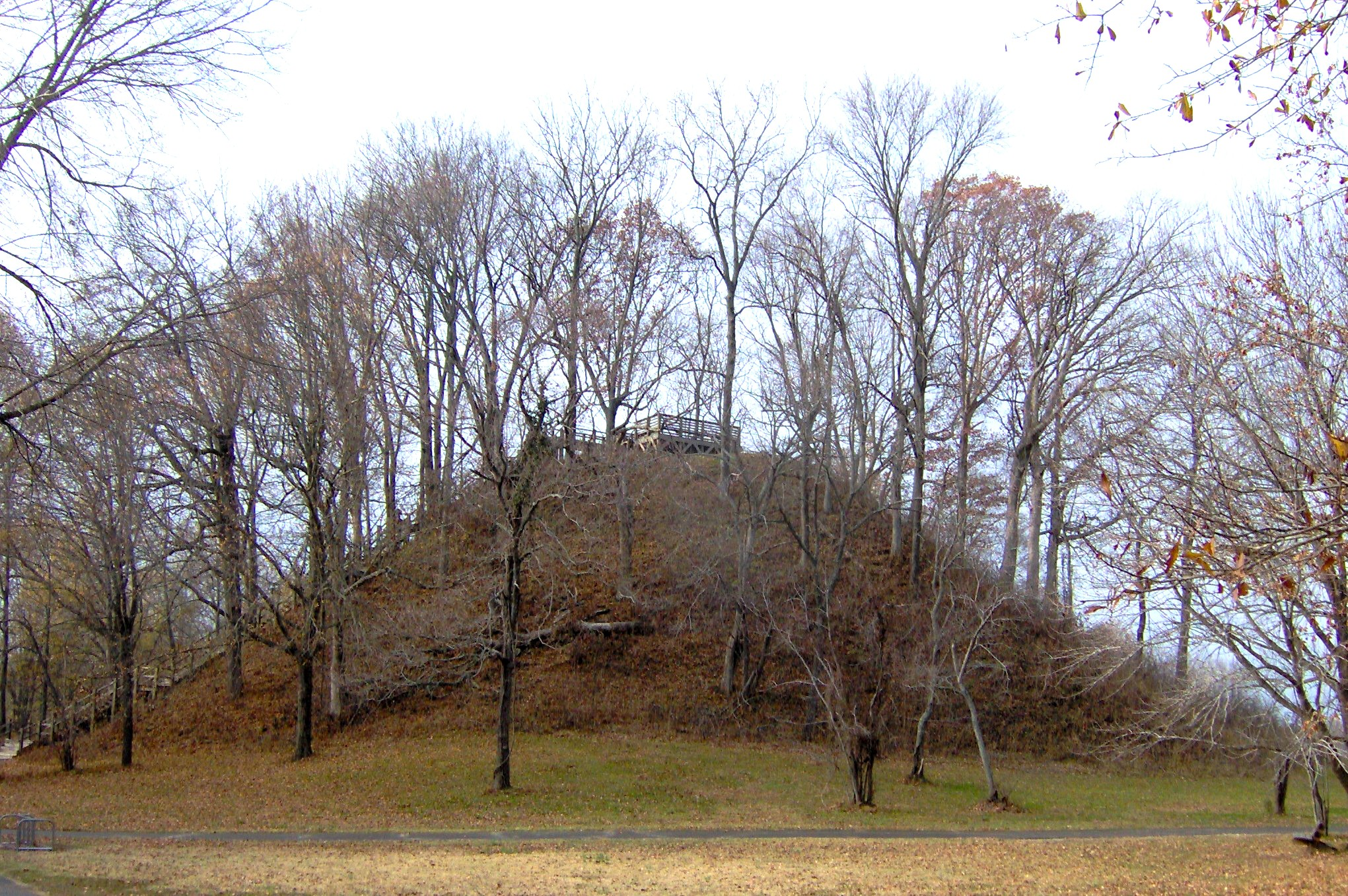
Pinson Mounds (2007)

Das Madison County wurde am 7. November 1821 aus Chickasaw-Land gebildet. Benannt wurde es nach James Madison (1751–1836), dem vierten US-Präsidenten (1809–1817).

Etwa 15 km entfernt von Jackson befinden sich die Pinson Mounds, eine Gruppe von Grabhügeln aus der Woodland-Periode. Diese haben den Status einer National Historic Landmark. 29 Bauwerke und Stätten des Countys sind insgesamt im National Register of Historic Places (NRHP) eingetragen (Stand 23. August 2018). 

## Demografische Daten
Nach der Volkszählung im Jahr 2010 lebten im Madison County 98.294 Menschen in 37.020 Haushalten. Die Bevölkerungsdichte betrug 68,1 Einwohner pro Quadratkilometer. In den 37.020 Haushalten lebten statistisch je 2,56 Personen.
Ethnisch betrachtet setzte sich die Bevölkerung zusammen aus 61,0 Prozent Weißen, 36,4 Prozent Afroamerikanern, 0,3 Prozent amerikanischen Ureinwohnern, 1,0 Prozent Asiaten sowie aus anderen ethnischen Gruppen; 1,3 Prozent stammten von zwei oder mehr Ethnien ab. Unabhängig von der ethnischen Zugehörigkeit waren 3,5 Prozent der Bevölkerung spanischer oder lateinamerikanischer Abstammung.
23,7 Prozent der Bevölkerung waren unter 18 Jahre alt, 62,8 Prozent waren zwischen 18 und 64 und 13,5 Prozent waren 65 Jahre oder älter. 52,5 Prozent der Bevölkerung war weiblich.

Das jährliche Durchschnittseinkommen eines Haushalts lag bei 40.178 USD. Das Pro-Kopf-Einkommen betrug 22.948 USD. 18,6 Prozent der Einwohner lebten unterhalb der Armutsgrenze.

## Ortschaften im Madison County
Citys
- Jackson
- Medon
- Three Way

Unincorporated Communities
| - Beech Bluff - Denmark - Mercer | - Oakfield - Pinson - Spring Creek |

## Gliederung
Das Madison County ist in zehn durchnummerierte Distrikte eingeteilt:
| Distrikt | Einwohner (2010) | FIPS     |
| -------- | ---------------- | -------- |
| 1        | 5656             | 47-90114 |
| 2        | 11.017           | 47-90304 |
| 3        | 7404             | 47-90494 |
| 4        | 11.572           | 47-90684 |
| 5        | 10.841           | 47-90874 |
| 6        | 10.757           | 47-91064 |
| 7        | 7159             | 47-91254 |
| 8        | 8291             | 47-91444 |
| 9        | 15.654           | 47-91634 |
| 10       | 9943             | 47-91824 |